# Camera de Industrie și Comerț din Târgu Mureș
Camera de Industrie și Comerț (în maghiară Kereskedelmi és Iparkamara) este un monument istoric aflat pe teritoriul municipiului Târgu Mureș.

## Istoric

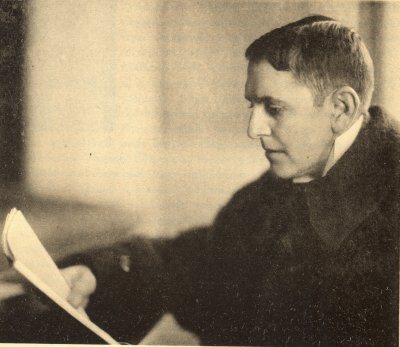
hu

Pentru sediul Camerei de Industrie și Comerț din Târgu Mureș au fost depuse în totalitate 16 de proiecte. Premiul I a fost câștigat de arhitectul local Lajos Csiszár, însă arhitectul Ede Toroczkai Wigand⁠(hu)[traduceți] (locul III) a fost însărcinat să pregătească planurile finale de construcție. Construcția a fost finalizată în 1907 sub conducerea inginerului Árpád Váradi. Din punct de vedere arhitectural stilul clădirii se încadrează în cadrul curentului transilvanism, o ramură a secesiunii. Adepții lui, între care Károly Kós, susțin reîntoarcerea la valorile arhitecturii populare.
Arhitectul de origine budapesteană Ede Thoroczkai Wigand⁠(hu)[traduceți] s-a mutat în anul 1907 la Târgu Mureș pentru a studia arhitectura populară specifică satelor ardelenești. În această perioadă a contribuit la realizarea a șapte clădiri din orașul Târgu Mureș, între care se numără Palatul Culturii din Târgu Mureș (vitralii cu scene inspirate din folclorul secuiesc, respectiv proiectarea mobila). De numele lui se leagă între altele Casa Dr. Schmidt din str. Eminescu nr.3, Casa Erős Jóska din str. Bradului nr. 16, Casa Csiszér din str. Argeșului nr. 19, Clădirea Székely și Réti din str. Margaretelor nr. 17.

## Galerie

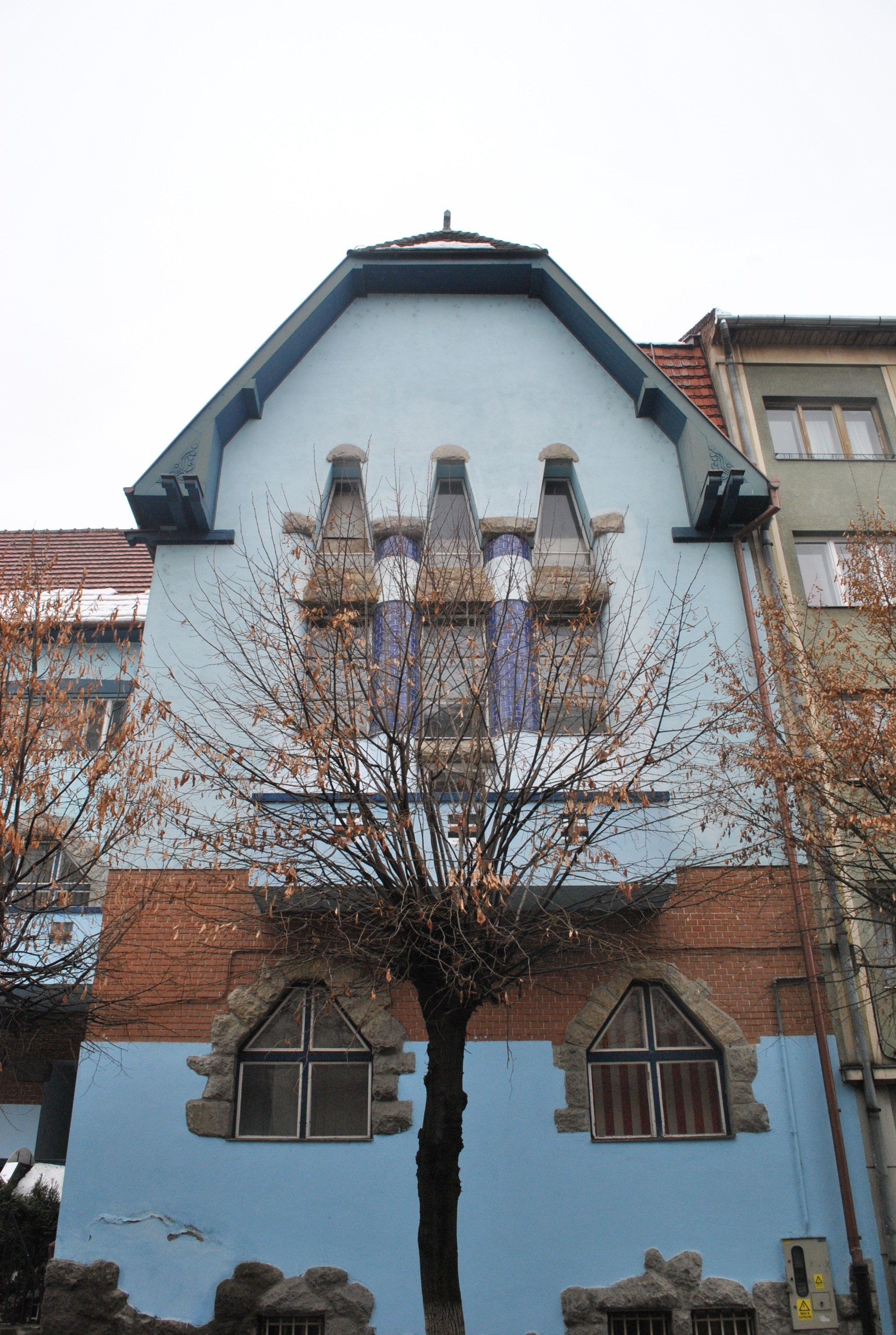
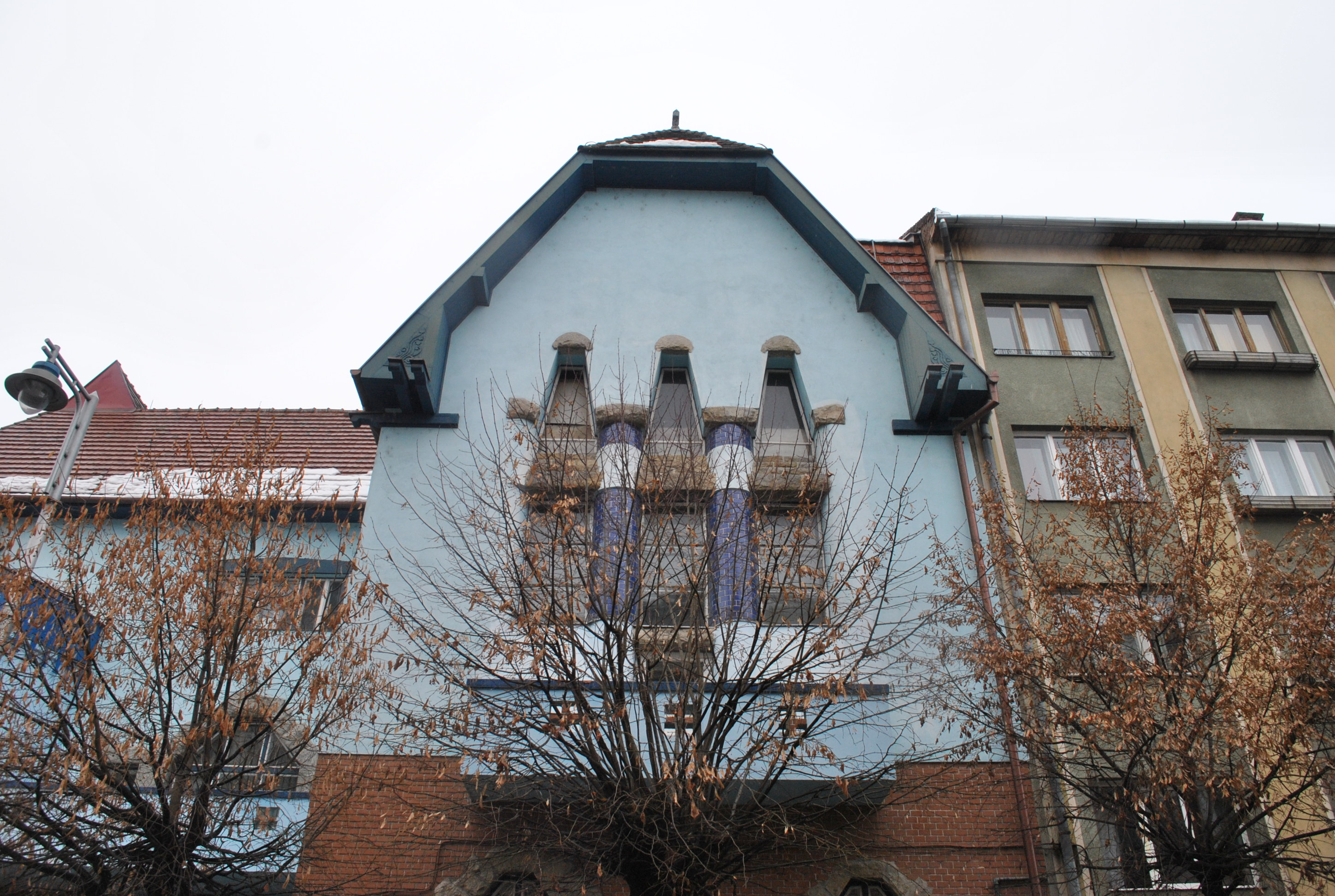
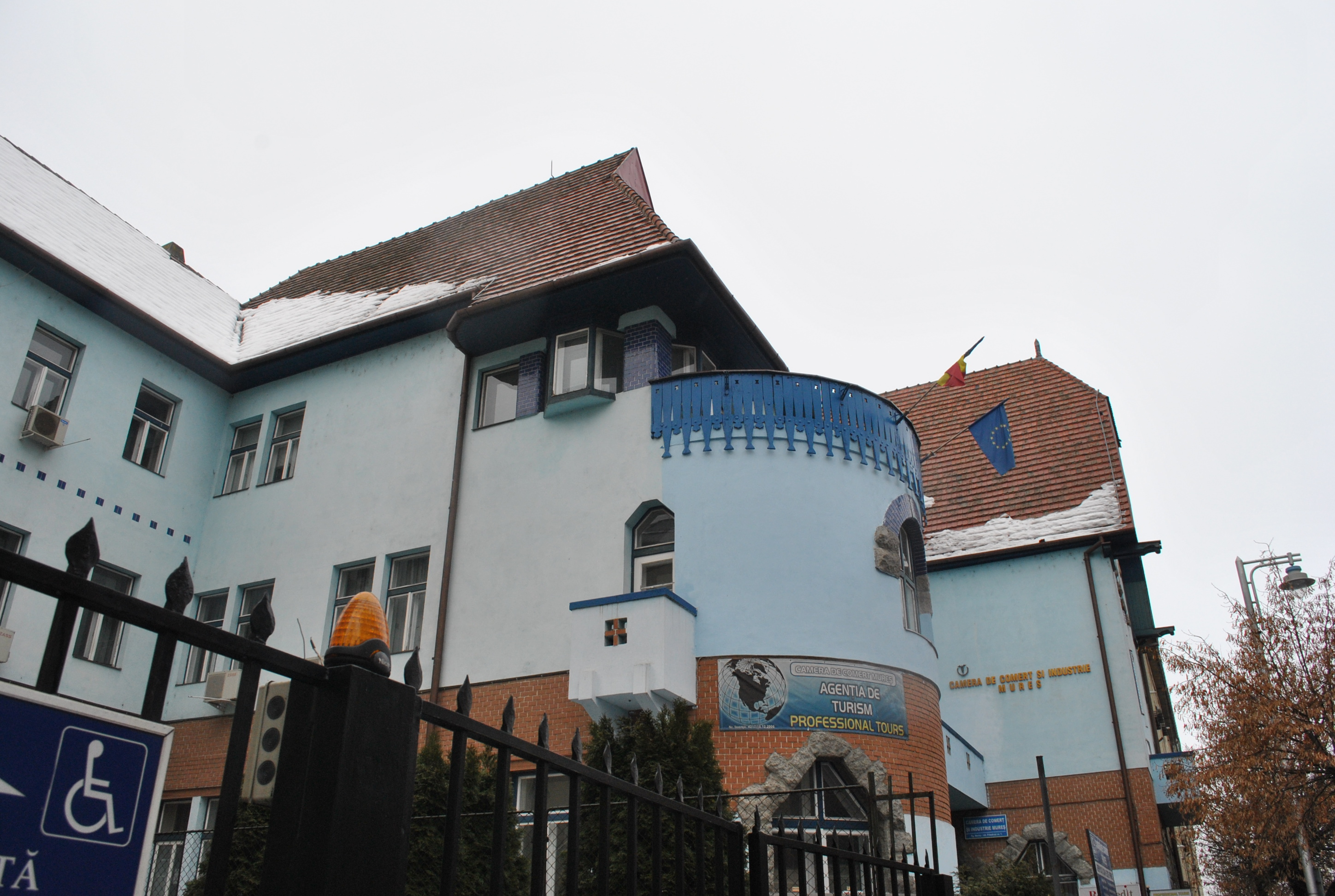
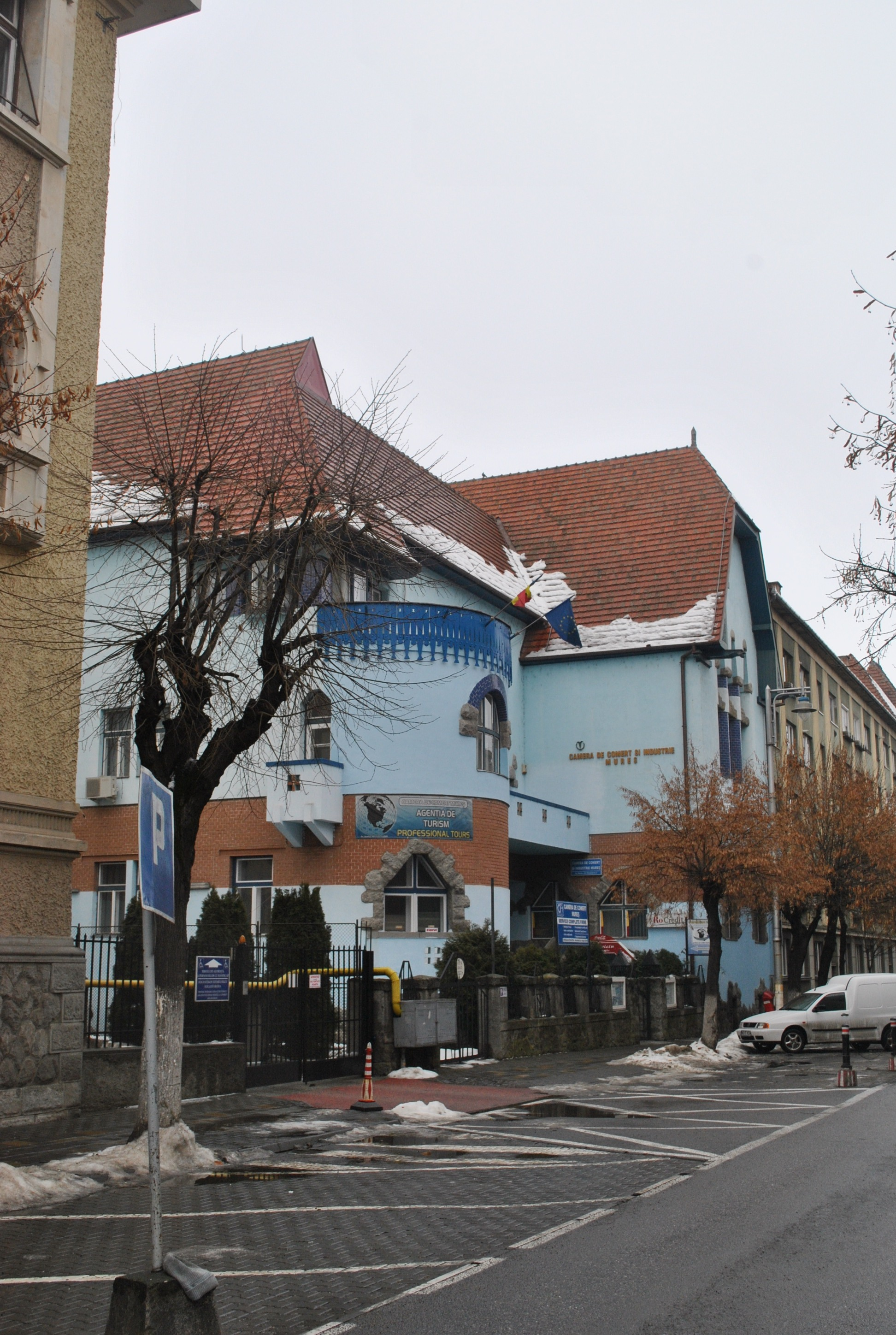